# ARM Cortex-R

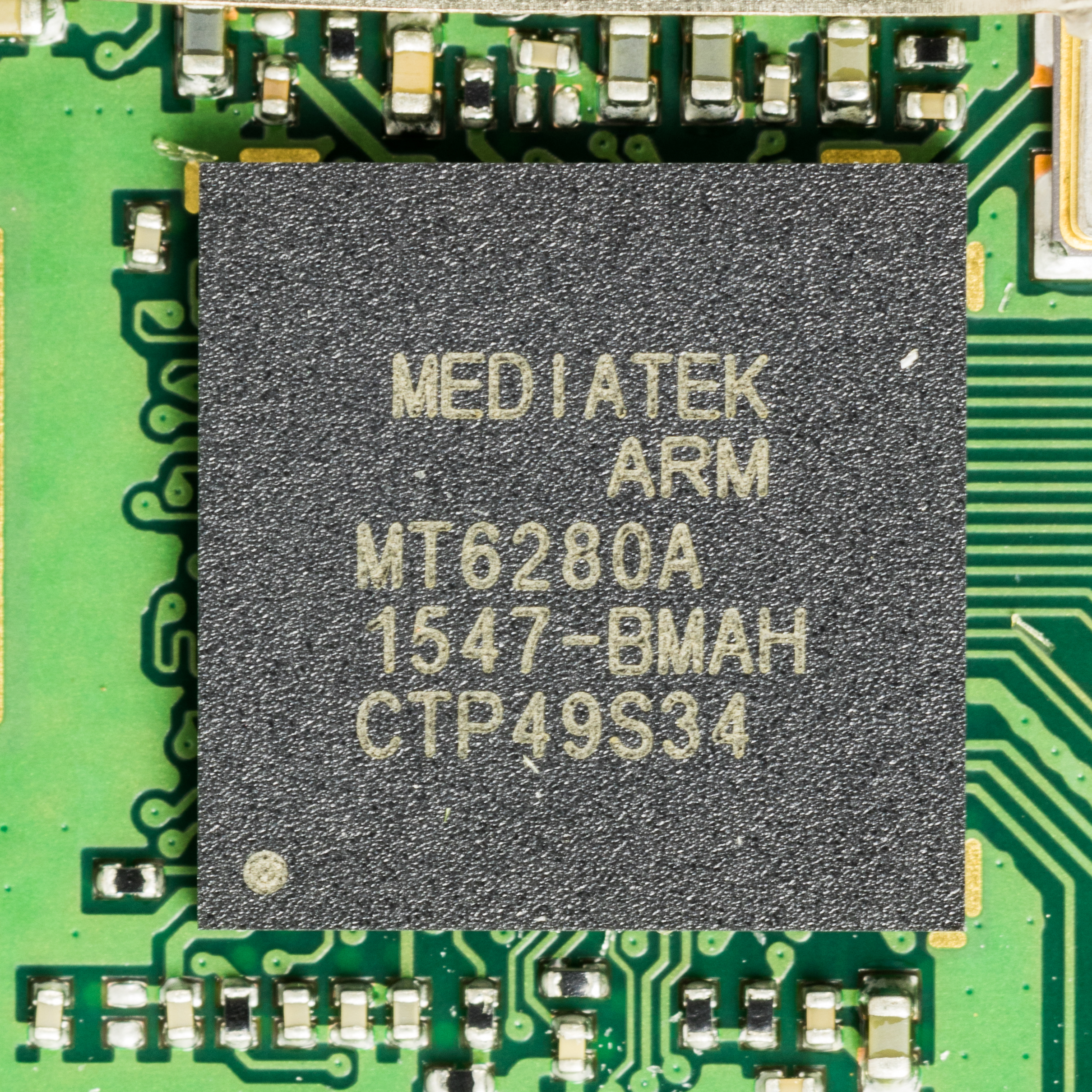
Mediatek MT6280A ARM Cortex-R4

L'ARM Cortex-R est un microprocesseur temps réel, conçu par ARM, prévu pour être implémenté dans des SoC d'architecture ARM. Il utilise un jeu d'instruction nommé ARMv7-R, version temps réel du ARMv7, qui existe aussi dans une version dédiée aux processeurs d'application ARM Cortex-A (ARMv7-A) et aux processeurs servant également de microcontrôleurs, ARM Cortex-M (ARMv7-M).
Il est actuellement décliné sous 4 formes en ARMv7 :
- ARM Cortex-R4
- ARM Cortex-R5
- ARM Cortex-R7
- ARM Cortex-R8

Et une en ARMv8 :
- ARM Cortex-R52

Parmi les fabricants de semi-conducteurs utilisant cette technologie, on peut citer : Broadcom, Fujitsu, Infineon, LCI, Renesas, Texas Instruments, Toshiba.